# Andrzej Nowak-Arczewski

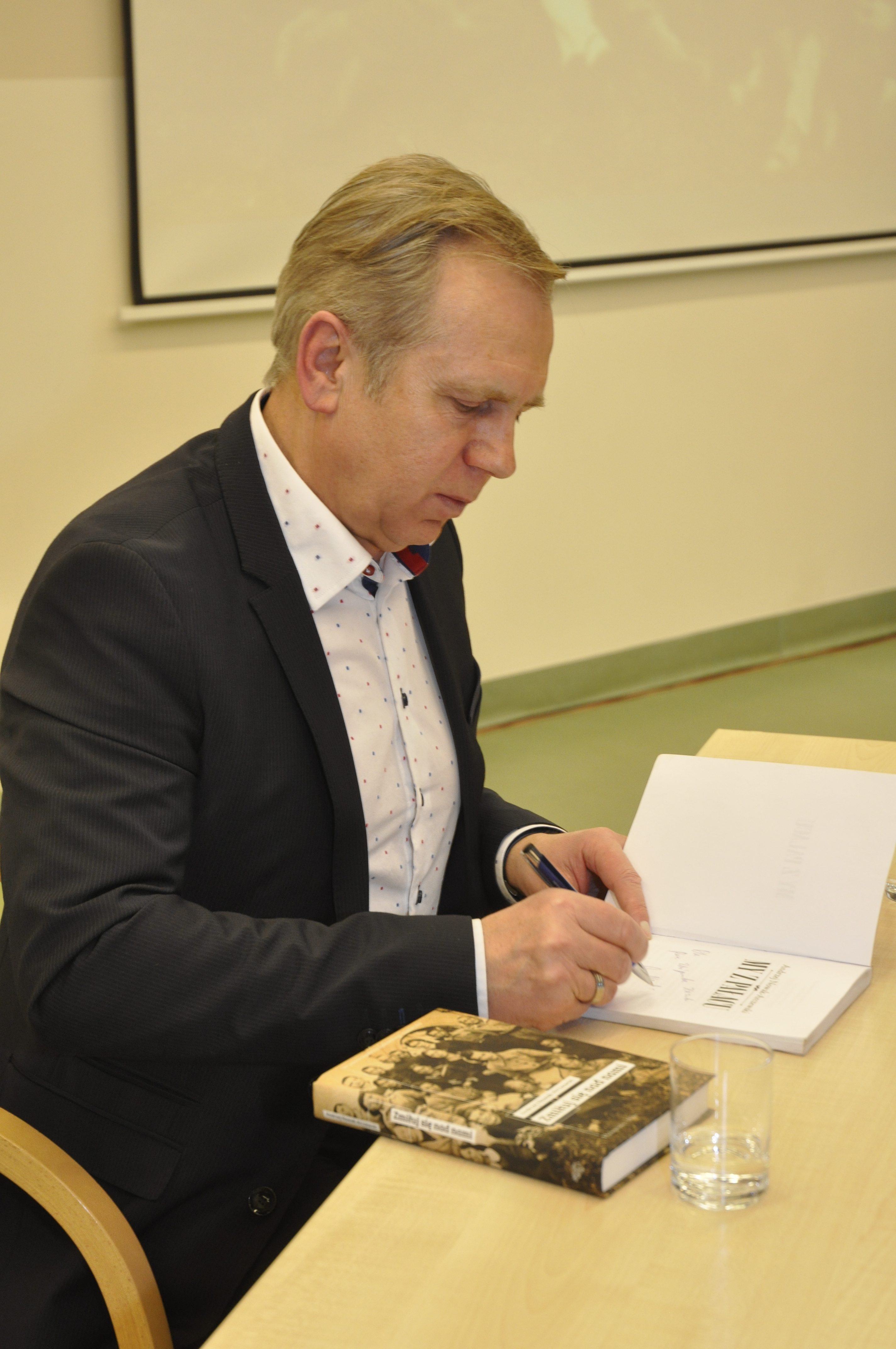
Andrzej Nowak-Arczewski (2017)

Andrzej Nowak-Arczewski (ur. 17 stycznia 1955 w Sandomierzu) – polski dziennikarz, publicysta, reporter.

## Życiorys
W 1974 r. zdał maturę w Liceum Ogólnokształcącym imienia Joachima Chreptowicza w Ostrowcu Świętokrzyskim. W 1978 ukończył studia na Wydziale Polonistyki Uniwersytetu Warszawskiego w zakresie kulturoznawstwa. Specjalizował się w literaturze współczesnej i filmie. Debiutował na łamach miesięcznika literackiego młodych „Nowy Wyraz” w 1975 r. W latach 70. i 80. zajmował się publicystyką kulturalną, krytyką literacką. Szkice literackie, eseje, recenzje publikował między innymi w „Nowym Wyrazie”, „Filmie”, „Literaturze”, „Poezji”, „Radarze”, „Tygodniku Kulturalnym”, „Nowych Książkach”, „Newsweeku”. Od 1990 r. pracował jako dziennikarz najpierw w kieleckim „Słowie Ludu”, potem w „Echu Dnia”.
Od kilkunastu lat realizuje projekty poświęcone historii mówionej i starej fotografii. Pomysłodawca Festiwalu Literatury „Fakt. Biografia. Dokument.” w Sandomierzu. Imprezę organizuje wspólnie z Warszawskim Klubem Przyjaciół Ziemi Kieleckiej. 
Jest członkiem Rady Programowej Narodowego Instytutu Kultury i Dziedzictwa Wsi, od grudnia 2024 r. przewodniczącym Rady Programowej.
Publikował swoje reportaże w:
- „Sztandarze Młodych”,
- „Prawie i Życiu”,
- „Przeglądzie Tygodniowym”,
- „Przeglądzie”,
- „Dużym Formacie Gazety Wyborczej”,
- „Twórczości”.

Andrzej Nowak-Arczewski jest autorem książek reporterskich: 
- Magdalena z mrocznej baśni[4],
- Być jak diament[5], Orłowińska ballada[6],
- My z pałacu[7][8][9],
- Zmiłuj się nad nami[10][11][12][13][14][15][16][17][18],
- Stań do apelu. Pseudonim Tarzan[19],
- Przykosa[20],
- Na uboczu. Nasze historie mówione[21],
- Długi cień świętej góry[22].

## Nagrody, wyróżnienia
Jest laureatem Ogólnopolskiego Konkursu na reportaż imienia Zbigniewa Nosala. Dwukrotnie otrzymał Świętokrzyską Nagrodę Kultury. Jego książka Zmiłuj się nad nami znalazła się w drugim etapie 9. edycji Nagrody imienia Ryszarda Kapuścińskiego. Książka Stań do apelu. Pseudonim Tarzan została uznana książką miesiąca września 2018 r. według „Miesięcznika Literackiego Książki”, następnie zakwalifikowano ją do Nagrody imienia Kazimierza Moczarskiego w 2019 r. Otrzymał Ogólnopolską Nagrodę Bonum Publicum imienia Aleksandra Patkowskiego za książkę „Zmiłuj się nad nami”. Książkę „Stań do apelu. Pseudonim Tarzan” prezentował na Targach Książki Historycznej w Warszawie w 2018 r. Otrzymał Brązowy Medal „Zasłużony Kulturze Gloria Artis (23 sierpnia 2024 r.)